# Pseudonthobium fracticolle
Pseudonthobium fracticolle là một loài bọ cánh cứng trong họ Bọ hung (Scarabaeidae).